# Crotalaria prolongata
Crotalaria prolongata är en ärtväxtart som beskrevs av John Gilbert Baker. Crotalaria prolongata ingår i släktet sunnhampor, och familjen ärtväxter. Inga underarter finns listade i Catalogue of Life.